# 武尔姆贝格
武尔姆贝格是德国巴登-符腾堡州的一个市镇。总面积7.35平方公里，总人口2989人，其中男性1458人，女性1531人（2011年12月31日），人口密度407人/平方公里。